# Pellicule (dermatologie)
Pour les articles homonymes, voir Pellicule.
 (septembre 2012).
Améliorez-le ou discutez des points à vérifier. 

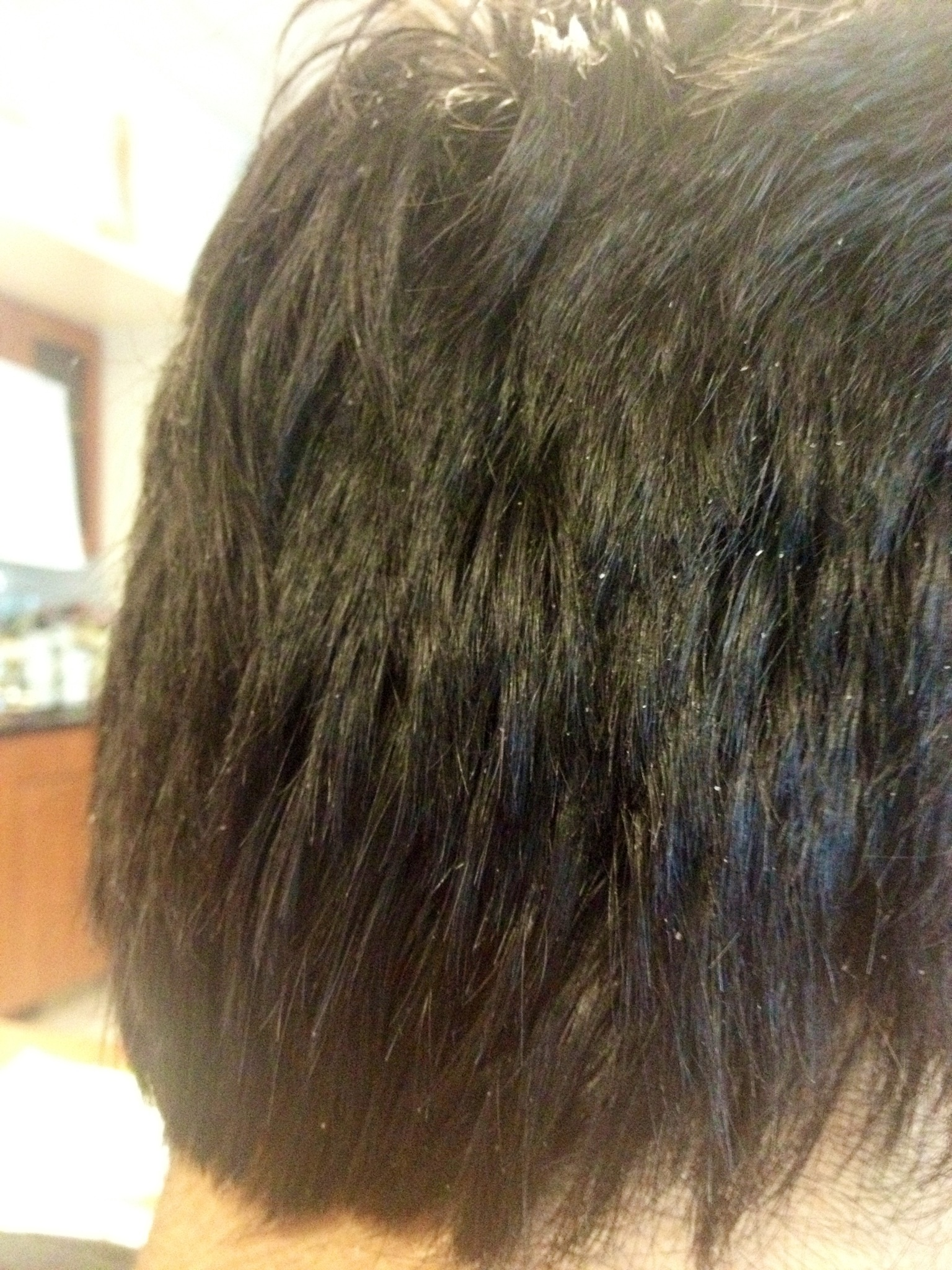
Pellicules visibles sur un cuir chevelu.

Les pellicules sont des squames de peau, et plus précisément des amas de cellules superficielles du cuir chevelu ayant desquamé, mais d'une taille remarquable (alors que les autres squames passent inaperçus).
Avoir des pellicules est banal, non pathologique et non contagieux, et n'est pas causé par une hygiène insuffisante (même si, bien évidemment, se laver les cheveux très fréquemment les rend moins apparentes).
En général la cause est mal connue et il n'y a pas de traitement clair, même si un certain nombre de produits peuvent réduire leur occurrence (ou non : un produit efficace dans un cas pourra ne pas l'être dans un autre) ; lorsque les pellicules persistent et qu'elles sont associées à d'autres désagréments (démangeaisons, rougeurs, douleurs...) il peut y avoir une pathologie associée et la consultation d'un médecin s'impose.

## Catégories
Les pellicules sont dites « sèches » ou « grasses ».

### Pellicules sèches
Elles sont visibles à l’œil nu et se présentent comme des parcelles de la couche cornée du cuir chevelu. Elles sont blanches, plates et se détachent spontanément. Les pellicules sont souvent accompagnées de démangeaisons désagréables. Elles vont généralement de pair avec un cuir chevelu sec.
Il ne faut surtout pas gratter ou essayer de décoller les pellicules avec un peigne : le passage du peigne peut provoquer une irritation, qui accélère le processus de division des cellules de la peau et accentue le phénomène.
En effet, les pellicules sont un trouble de la formation de l'épiderme. La division des cellules de la couche basale de l'épiderme est trop rapide. Les cellules qui montent vers la surface de la peau n'ont pas le temps de perdre leur eau et de se durcir. Elles atteignent la surface sans être suffisamment desséchées, ce qui forme des amas de cellules sur le cuir chevelu qu'on appelle des pellicules.

### Pellicules grasses

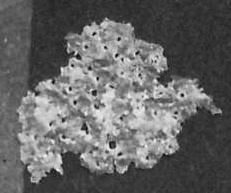
Pellicule de grande taille (grossie).

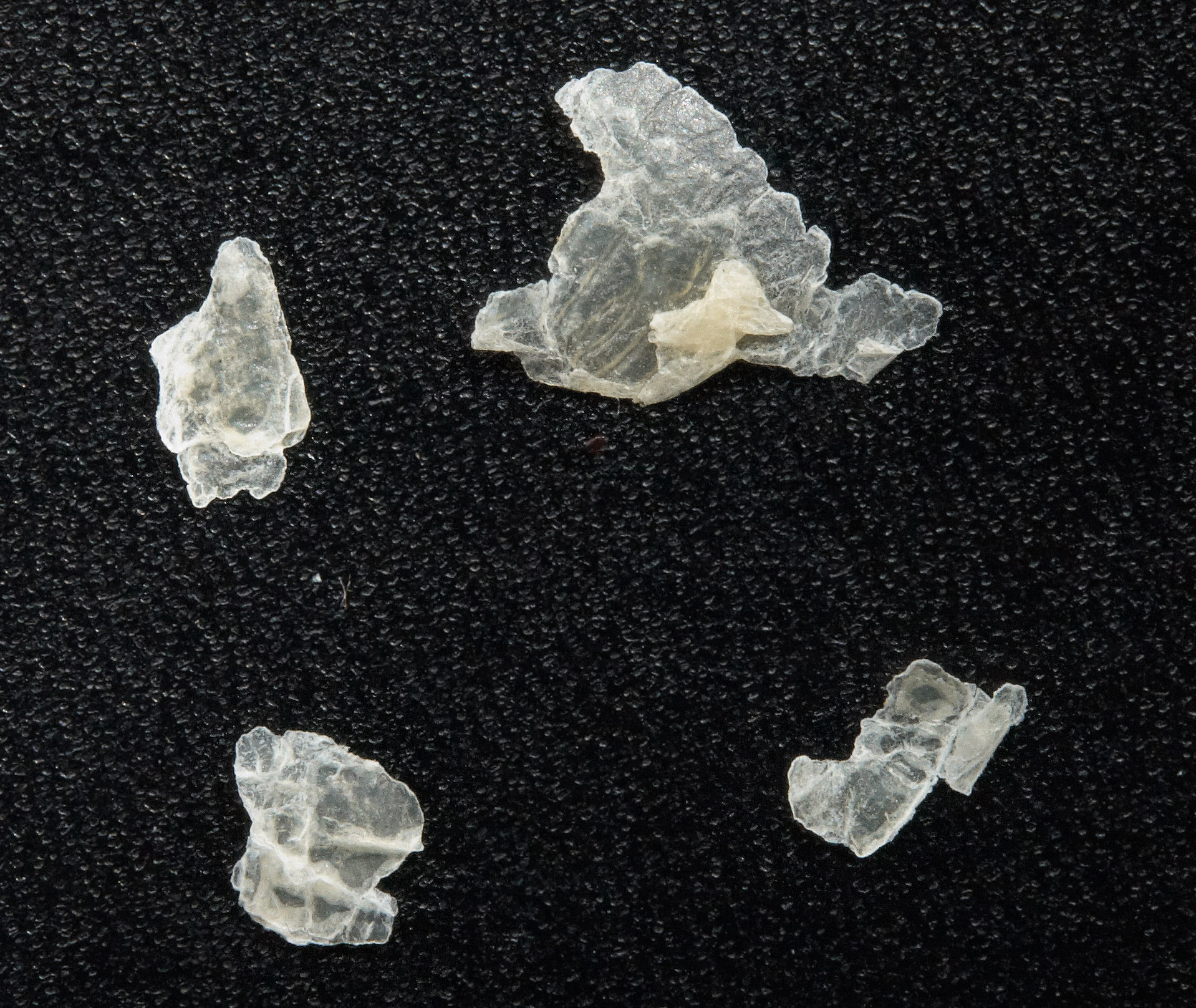
Pellicules (grossies).

La formation des pellicules grasses est identique à celle des pellicules sèches. Les squames s'accumulent à la surface de la peau. La seule différence tient à l'interaction avec le sébum, qui les lient et les rendent collantes.
Elles sont plutôt petites, rondes, jaunâtres et grasses. Elles adhèrent au cuir chevelu et aux cheveux. Elles y forment une couche jaunâtre et collante. Elles sont accompagnées de démangeaisons. En général, elles sont la conséquence d'une séborrhée, c'est-à-dire une surproduction des glandes sébacées, et sont donc souvent associées à un cuir chevelu et à des cheveux gras.

## Causes
Les causes sont mal connues.
La production de pellicules peut être causée par le système hormonal, des inflammations du cuir chevelu (grattage, séborrhée, etc.), un stress intense (suractivité), ou un excès de consommation de tabac. Il semble que l'hiver accroit le problème. Une alimentation déséquilibrée ou des troubles du sommeil pourraient aussi provoquer l'apparition de pellicules, mais cela n'est pas prouvé.[réf. nécessaire]
Vivre dans un air sec, utiliser un sèche-cheveux trop chaud ou se laver les cheveux avec un shampooing mal adapté ou mal rincé sont des causes possibles de pellicules.

## Traitement

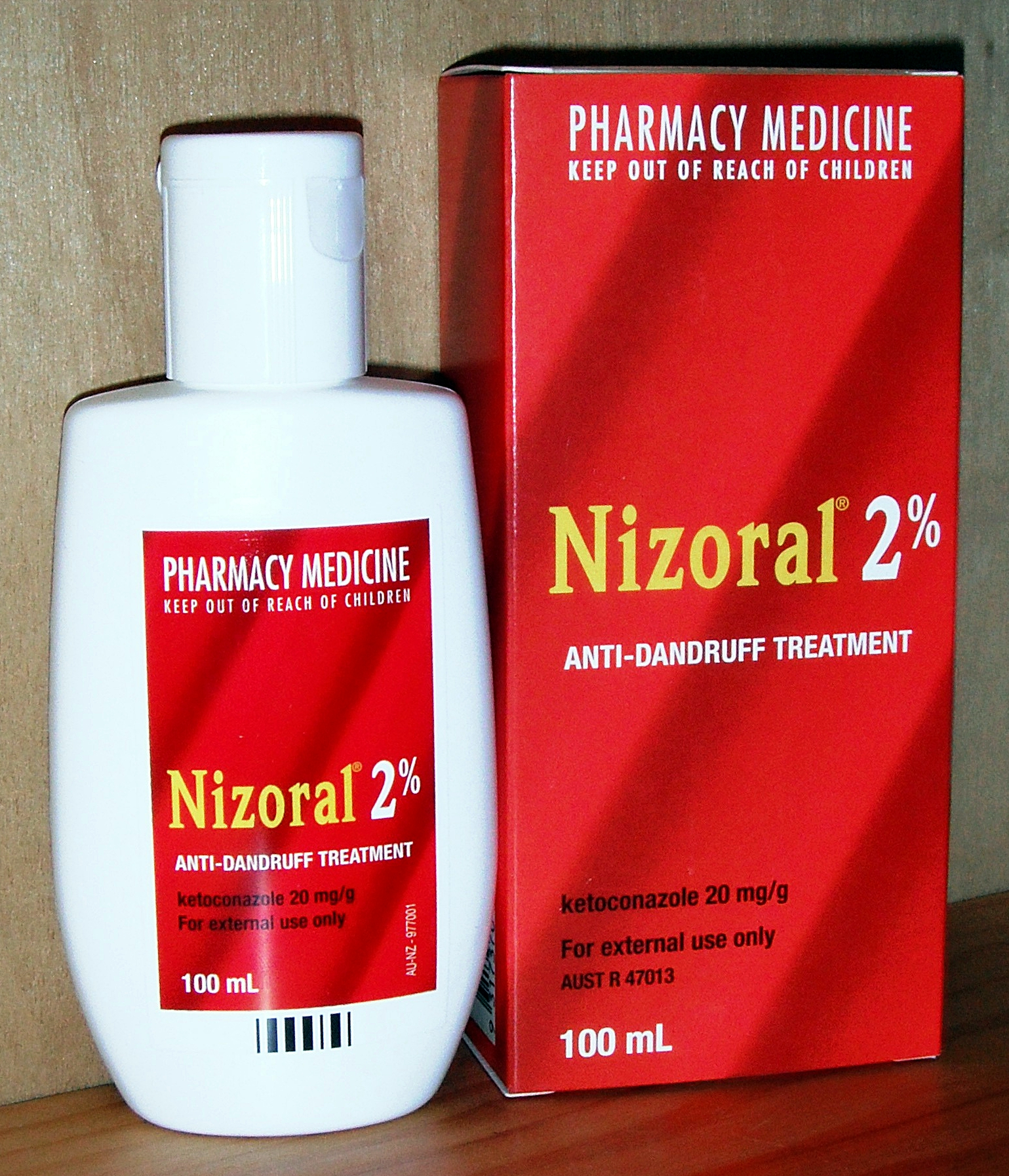
Boite et bouteille de Nizoral 2%, un traitement à base de kétoconazole.

Il est possible d'utiliser un shampoing dit antipelliculaire, comportant par exemple de la pyrithione de zinc, la piroctone olamine, de l'acide salicylique, du sulfure de sélénium, du kétoconazole ou du goudron de houille. Cependant il est parfois nécessaire de faire plusieurs essais de différents shampoings avec différents principes actifs pour en trouver un convenable.